# Swiss Open Gstaad 2004 - Qualificazioni singolare
Le qualificazioni del singolare  dello  Swiss Open Gstaad 2004 sono state un torneo di tennis preliminare per accedere alla fase finale della manifestazione. I vincitori dell'ultimo turno sono entrati di diritto nel tabellone principale. In caso di ritiro di uno o più giocatori aventi diritto a questi sono subentrati i lucky loser, ossia i giocatori che hanno perso nell'ultimo turno ma che avevano una classifica più alta rispetto agli altri partecipanti che avevano comunque perso nel turno finale.
Le qualificazioni del torneo Swiss Open Gstaad 2004 prevedevano 32 partecipanti di cui 4 sono entrati nel tabellone principale.

## Teste di serie
1. Potito Starace (Qualificato)
2. Stefano Pescosolido (secondo turno)
3. Stan Wawrinka (Qualificato)
4. Andreas Seppi (Qualificato)

1. Marco Chiudinelli (Qualificato)
2. Hugo Armando (ultimo turno)
3. František Čermák (ultimo turno)
4. Michael Lammer (secondo turno)

## Qualificati
1. Potito Starace
2. Marco Chiudinelli

1. Stan Wawrinka
2. Andreas Seppi

## Tabellone

### Legenda
| - Q = Qualificato - WC = Wild card - LL = Lucky loser | - ALT = Alternate - SE = Special Exempt - PR = Protected Ranking | - w/o = Walkover - r = Ritirato - d = Squalificato |

### Sezione 1
|  | Primo turno      | Primo turno      | Primo turno      | Primo turno | Primo turno |  |  | Secondo turno | Secondo turno    | Secondo turno | Secondo turno | Secondo turno |   |   | Ultimo turno | Ultimo turno   | Ultimo turno   | Ultimo turno | Ultimo turno |  |
|  |                  |                  |                  |             |             |  |  |               |                  |               |               |               |   |   |              |                |                |              |              |  |
|  |                  |                  |                  |             |             |  |  |               |                  |               |               |               |   |   |              |                |                |              |              |  |
|  |                  |                  |                  |             |             |  |  | 1             | Potito Starace   | 6             | 6             | 6             |   |   |              |                |                |              |              |  |
|  | Michael Kohlmann | Michael Kohlmann | Michael Kohlmann | 6           | 6           |  |  |               | Michael Kohlmann | 7             | 1             | 1             |   |   |              |                |                |              |              |  |
|  | Olivier Charroin | Olivier Charroin | Olivier Charroin | 3           | 2           |  |  |               |                  |               |               |               |   |   | 1            | Potito Starace | Potito Starace | 6            | 6            |  |
|  | Farruch Dustov   | Farruch Dustov   | Farruch Dustov   | 6           | 6           |  |  |               |                  | 6             | Hugo Armando  | Hugo Armando  | 4 | 3 |              |                |                |              |              |  |
|  | Lucas Arnold Ker | Lucas Arnold Ker | Lucas Arnold Ker | 3           | 4           |  |  |               | Farruch Dustov   | 6             | 4             | 2             |   |   |              |                |                |              |              |  |
|  |                  |                  |                  |             |             |  |  | 6             | Hugo Armando     | 4             | 6             | 6             |   |   |              |                |                |              |              |  |
|  |                  |                  |                  |             |             |  |  |               |                  |               |               |               |   |   |              |                |                |              |              |  |

### Sezione 2
|  | Primo turno       | Primo turno       | Primo turno       | Primo turno | Primo turno |  |  | Secondo turno | Secondo turno       | Secondo turno     | Secondo turno     | Secondo turno     |   |   | Ultimo turno | Ultimo turno | Ultimo turno | Ultimo turno | Ultimo turno |  |
|  |                   |                   |                   |             |             |  |  |               |                     |                   |                   |                   |   |   |              |              |              |              |              |  |
|  |                   |                   |                   |             |             |  |  |               |                     |                   |                   |                   |   |   |              |              |              |              |              |  |
|  |                   |                   |                   |             |             |  |  | 2             | Stefano Pescosolido | 63                | 6                 | 3                 |   |   |              |              |              |              |              |  |
|  | George Bastl      | George Bastl      | George Bastl      | 6           | 6           |  |  |               | George Bastl        | 7                 | 4                 | 6                 |   |   |              |              |              |              |              |  |
|  | Patrick Schnidrig | Patrick Schnidrig | Patrick Schnidrig | 0           | 2           |  |  |               |                     |                   |                   |                   |   |   |              | George Bastl | George Bastl | 65           | 2            |  |
|  | Amar Zubcevic     | Amar Zubcevic     | Amar Zubcevic     | 6           | 6           |  |  |               |                     | 5                 | Marco Chiudinelli | Marco Chiudinelli | 7 | 6 |              |              |              |              |              |  |
|  | Nicolas Dubey     | Nicolas Dubey     | Nicolas Dubey     | 3           | 4           |  |  |               | Amar Zubcevic       | Amar Zubcevic     | 64                | 2                 |   |   |              |              |              |              |              |  |
|  |                   |                   |                   |             |             |  |  | 5             | Marco Chiudinelli   | Marco Chiudinelli | 7                 | 6                 |   |   |              |              |              |              |              |  |
|  |                   |                   |                   |             |             |  |  |               |                     |                   |                   |                   |   |   |              |              |              |              |              |  |

### Sezione 3
|  | Primo turno             | Primo turno             | Primo turno             | Primo turno | Primo turno |  |  | Secondo turno | Secondo turno           | Secondo turno           | Secondo turno    | Secondo turno    |    |   | Ultimo turno | Ultimo turno  | Ultimo turno  | Ultimo turno | Ultimo turno |  |
|  |                         |                         |                         |             |             |  |  |               |                         |                         |                  |                  |    |   |              |               |               |              |              |  |
|  |                         |                         |                         |             |             |  |  |               |                         |                         |                  |                  |    |   |              |               |               |              |              |  |
|  |                         |                         |                         |             |             |  |  | 3             | Stan Wawrinka           | Stan Wawrinka           | 6                | 6                |    |   |              |               |               |              |              |  |
|  | Kirill Ivanov-Smolensky | Kirill Ivanov-Smolensky | Kirill Ivanov-Smolensky | 6           | 7           |  |  |               | Kirill Ivanov-Smolensky | Kirill Ivanov-Smolensky | 2                | 2                |    |   |              |               |               |              |              |  |
|  | Maximilian Abel         | Maximilian Abel         | Maximilian Abel         | 4           | 6           |  |  |               |                         |                         |                  |                  |    |   | 3            | Stan Wawrinka | Stan Wawrinka | 7            | 6            |  |
|  | Manuel Jorquera         | Manuel Jorquera         | Manuel Jorquera         | 6           | 6           |  |  |               |                         | 7                       | František Čermák | František Čermák | 63 | 4 |              |               |               |              |              |  |
|  | Marc Fornell-Mestres    | Marc Fornell-Mestres    | Marc Fornell-Mestres    | 3           | 2           |  |  |               | Manuel Jorquera         | 1                       | 6                | 3                |    |   |              |               |               |              |              |  |
|  | 7                       | František Čermák        | František Čermák        | 6           | 6           |  |  | 7             | František Čermák        | 6                       | 3                | 6                |    |   |              |               |               |              |              |  |
|  |                         | Mohammed Fetov          | Mohammed Fetov          | 1           | 0           |  |  |               |                         |                         |                  |                  |    |   |              |               |               |              |              |  |

### Sezione 4
|  | Primo turno         | Primo turno          | Primo turno          | Primo turno | Primo turno |  |  | Secondo turno | Secondo turno  | Secondo turno  | Secondo turno | Secondo turno |   |   | Ultimo turno | Ultimo turno  | Ultimo turno | Ultimo turno | Ultimo turno |  |
|  |                     |                      |                      |             |             |  |  |               |                |                |               |               |   |   |              |               |              |              |              |  |
|  |                     |                      |                      |             |             |  |  |               |                |                |               |               |   |   |              |               |              |              |              |  |
|  |                     |                      |                      |             |             |  |  | 4             | Andreas Seppi  | 1              | 6             | 7             |   |   |              |               |              |              |              |  |
|  | Martín García       | Martín García        | Martín García        | 6           | 6           |  |  |               | Martín García  | 6              | 1             | 5             |   |   |              |               |              |              |              |  |
|  | Gergely Pribranszki | Gergely Pribranszki  | Gergely Pribranszki  | 0           | 0           |  |  |               |                |                |               |               |   |   | 4            | Andreas Seppi | 3            | 6            | 7            |  |
|  | Yves Allegro        | Yves Allegro         | Yves Allegro         | 6           | 6           |  |  |               |                |                | Yves Allegro  | 6             | 3 | 6 |              |               |              |              |              |  |
|  | Roman Kutac         | Roman Kutac          | Roman Kutac          | 4           | 3           |  |  |               | Yves Allegro   | Yves Allegro   | 7             | 6             |   |   |              |               |              |              |              |  |
|  | 8                   | Michael Lammer       | Michael Lammer       | 6           | 6           |  |  | 8             | Michael Lammer | Michael Lammer | 5             | 3             |   |   |              |               |              |              |              |  |
|  |                     | Benjamin-David Rufer | Benjamin-David Rufer | 0           | 1           |  |  |               |                |                |               |               |   |   |              |               |              |              |              |  |